# Плеш (Бедња)
Плеш је насељено место у саставу општине Бедња у Вараждинској жупанији, Хрватска. До територијалне реорганизације у Хрватској налазио се у саставу старе општине Иванец.

## Становништво
На попису становништва 2011. године, Плеш је имао 261 становника.

## Попис1991.
На попису становништва 1991. године, насељено место Плеш је имало 374 становника, следећег националног састава:
| Попис 1991.‍ | Попис 1991.‍ | Попис 1991.‍ | Попис 1991.‍ | Попис 1991.‍ |
| ----------- | ----------- | ----------- | ----------- | ----------- |
|             |             |             |             |             |
| Хрвати      | Хрвати      |             | 366         | 97,86%      |
| Срби        | Срби        |             | 3           | 0,80%       |
| Словенци    | Словенци    |             | 2           | 0,53%       |
| непознато   | непознато   |             | 3           | 0,80%       |
| укупно: 374 |             |             |             |             |